# Calymmodon debilis
Calymmodon debilis är en stensöteväxtart som beskrevs av Barbara S. Parris. Calymmodon debilis ingår i släktet Calymmodon och familjen Polypodiaceae. Inga underarter finns listade.